# Veedor
Veedor és la persona encarregada a observar i inspeccionar activitats i proveïments. El mot veedor és un derivat del castellà «ver», del llatí VǏDĒRE. Aquest càrrec d'inspector públic va ser molt usual als municipis espanyols des de la baixa edat mitjana.
El veedor inspeccionava els obradors i magatzems per comprovar que els complissin les normes dels gremis. La seva implantació va tenir diferents característiques segons el lloc i l'època. En la Corona de Castella era un funcionari que tenia un caràcter fiscalitzador. Durant l'etapa dels Reis Catòlics es varen formalitzar els termes jurisdiccionals d'aquest càrrec com, per exemple, la periodicitat en fer les inspeccions com a mínim una vegada a l'any. Al País Basc va arribar a ser el representant de la monarquia. Existia un veedor que inspeccionava el menjar que es portava a la taula dels monarques. Al segle XVI es troba aquesta funció en l'arma d'artilleria de l'exèrcit espanyol i la funció l'exercia el capità general com a veedor que controlava el que ara es coneix com a cadena de subministrament respecte armes, municions, pólvora i personal d'artilleria.
A Andorra el «veedor d'aigües» controla les causes sobre els rius i té poder jurisdiccional. Pertany al departament de serveis públics.